# Otiorhynchus balcanicus
Otiorhynchus balcanicus — вид долгоносиков-скосарей из подсемейства Entiminae.

## Описание
Жук длиной 5-7 мм. Окраска тела чёрная или буро-чёрная, ноги красноватые. Верхняя часть тела покрыт бурыми или жёлтыми волоскообразными чешуйками, которые образуют не резкий рисунок. Переднеспинка продолговатая, её основание и вершина почти ровной ширины, бока слабо и равномерно закруглены. Надкрылья овальной формы, уплощённые, без зёрнышек или поперечной волнообразной скульптуры, шов сзади не вздут. Бёдра без зубцов.

## Экология
Населяет светлые леса, отчасти в горных склонах. Вредит плодовым растениям.